# Eduardo Alonso Álvarez
Eduardo Alonso Álvarez, també conegut com a Edu Alonso (Bilbao, 3 de maig de 1974) és un exfutbolista basc, que ocupava la posició de migcampista.

## Trajectòria
Sorgit del planter de l'Athletic Club, Edu Alonso va ser un dels jugadors més rellevants de l'Athletic B a la primera meitat de la dècada dels 90, sent titular entre la 92/93 i la 95/96. Finalment, per la temporada 96/97 puja al primer equip, però tan sols disputa 8 partits abans d'acabar la temporada a la SD Eibar.
L'estiu de 1997 marxa a la UD Salamanca, amb qui serà titular. Després d'un breu retorn a l'Athletic (99/00), per la temporada 00/01 recala a la UD Las Palmas, amb qui també forma part de l'onze inicial a les dues temporades que hi milita amb els canaris.
Quan Las Palmas va descendir a Segona Divisió, el migcampista basc marxa al Deportivo Alavés. Hi va romandre sis anys, fins a la seua retirada el 2008, i en tot aquest temps va ser una peça clau dels vitorians, tant en Primera com a Segona Divisió i en competicions europees.
En total, Edu Alonso ha acumulat 439 partits i 16 gols entre Primera i Segona Divisió.

## Selecció
Ha estat internacional amb la selecció de futbol del País Basc.